# Gianluca Grignani Live 2023
Gianluca Grignani live 2023 è il 20º tour musicale di Gianluca Grignani, organizzato dopo la partecipazione del cantante al Festival di Sanremo 2023. 
Iniziato il 9 luglio 2023 da Bologna, concluso a Cittadella di Alessandria il 21 ottobre 2023.

## Date
| Data            | Città                     | Luogo                           | Spettatori |
| --------------- | ------------------------- | ------------------------------- | ---------- |
| 9 luglio 2023   | Bologna                   | BOnsai Garden                   | —          |
| 21 luglio 2023  | Sant'Onofrio (TE)         | Piazza Madonna delle vittorie   | —          |
| 25 luglio 2023  | Treviso                   | Suoni di Marca                  | —          |
| 4 agosto 2023   | Zafferana Etnea           | Anfiteatro Falcone e Borsellino | —          |
| 7 agosto 2023   | Marina di Ginosa (TA)     | Elephant Park                   | —          |
| 31 agosto 2023  | Vigevano (PV)             | Castello sforzesco              | —          |
| 21 ottobre 2023 | Cittadella di Alessandria | Teatro di Cittadella            | —          |

## Formazione
- Gianluca Grignani - voce, chitarra
- Salvatore Cafiero - chitarre
- Frè Monti - chitarre
- Enrico Magnanini - tastiere
- Valerio Bruno - basso
- Claudio Miele - batteria